# 小要塞 (泰雷津)

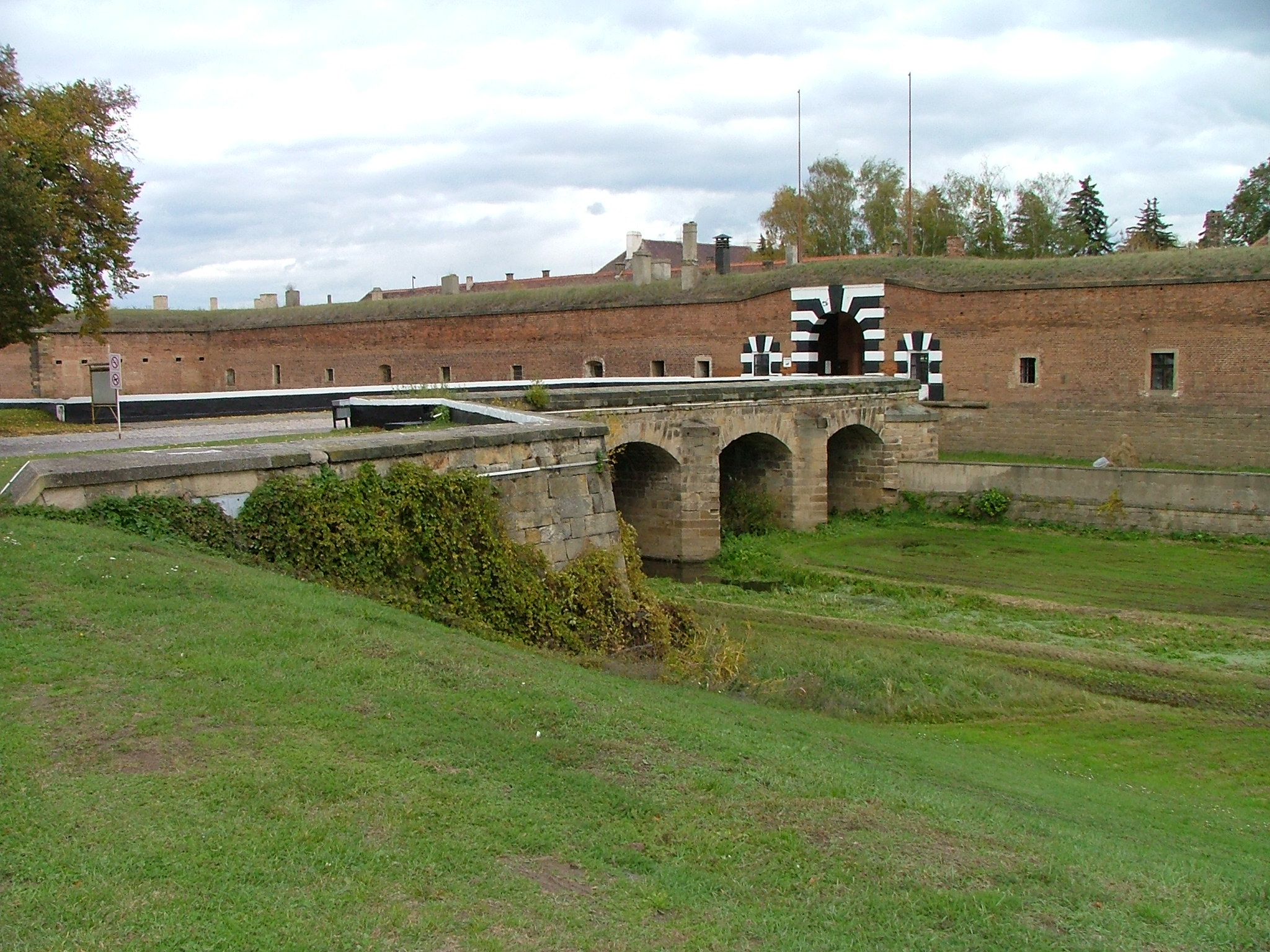
小要塞

小要塞是捷克城镇泰雷津境內的要塞建筑。这座前军事要塞建立于18世纪末，和泰雷津一同建成于奥奥赫热河右岸。19世纪时，这里被用作监狱，后来亦曾关押刺杀斐迪南大公夫妇的刺客加夫里洛·普林齐普。卡米尔·克罗夫塔亦曾被關押於此。

## 第一次世界大战
一战期间，奥匈帝国将小要塞用作监狱。战争中，刺杀了弗朗茨·斐迪南大公的南斯拉夫民族主义者加夫里洛·普林齐普被关押于此。1918年4月28日，普林齐普在被关押了将近4年后因结核病而死在狱中。

## 第二次世界大战
1940年6月10日至1945年5月期间，驻扎在布拉格的盖世太保曾将小要塞用作监狱。當時小要塞是波希米亞和摩拉維亞保護國境内最大的一座监狱。与位於泰雷津、关押犹太人的特雷西恩施塔特隔都隔都不同的是，小要塞关押的都是纳粹德国的政治犯、波西米亚和摩拉维亚保护国抵抗运动成员、英国战俘以及来自苏联、南斯拉夫、法国、意大利等国的人。在监狱受盖世太保管轄期间，共有约32000人（包括5000名女性）曾被关押在这里。
1943年起，德方开始在小要塞监狱执行特殊处理，即大规模处决犯人。共有逾250人在这里被处死，最后一场处决发生在1945年5月2日，有51人被杀。

## 第二次世界大战后
二战结束后，小要塞监狱和附近的犹太隔都中爆发了流行性斑疹伤寒。捷克流行病学家卡雷尔·拉什卡和弗朗蒂谢克·帕托奇卡为此从布拉格赶来，带头采取措施组织疫病在要塞和隔都中扩散。
1945至1948年间，小要塞监狱首先曾关押过德国战俘，之后，在贝尼斯法令的要求下，这里又关押过即将被驱逐出捷克斯洛伐克的德意志族平民。